# Małoje Isakowo
Małoje Isakowo (ros. Малое Исаково) – wieś w Rosji, w obwodzie królewieckim, w rejonie gurjewskim. W 2021 liczyła 5467 mieszkańców.